# Dzień Męczenników (Albania)

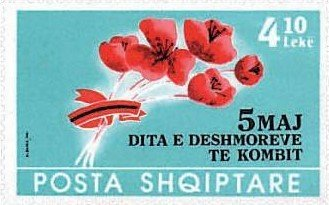
Albański znaczek pocztowy z 1992 roku, upamiętniający Dzień Męczenników.

Dzień Męczenników (alb. Dita e Dëshmorëve) – dzień pamięci obchodzony corocznie 5 maja w Albanii. Wówczas w całym kraju upamiętniane są osoby, które podczas II wojny światowej oddały życie za wyzwolenie Albanii.
Po raz pierwszy Dzień Męczennika obchodzono w dniu 5 maja 1942 roku, po zabójstwie Qemala Stafy – albańskiego działacza komunistycznego i bohatera Albanii.